# Distretto di Haradok
Il distretto di Haradok (in bielorusso Гарадоцкі раён?) è un distretto (raën) della Bielorussia appartenente alla regione di Vicebsk.
I più grandi laghi del distretto sono Yezyaryscha Lago e Losvida lago (XVIII più grande in Bielorussia).